# حزقيال مانويل سواريز دل تورو ريفيرو
حزقيال مانويل سواريز دل تورو ريفيرو (بالإسبانية: Juan Manuel Suárez del Toro Rivero)‏ هو مهندس صناعي إسباني، ولد في 28 سبتمبر 1952 في لاس بالماس دي غران كناريا في إسبانيا.